# Jeová Jireh
Jeová Jireh é uma canção da cantora brasileira Aline Barros, com composição de Samuel Messias. Foi lançada como single nas plataformas digitais em 3 de dezembro de 2021 e foi o terceiro single da cantora para o álbum "Minha Oração".

## Desempenho Comercial
A canção tem mais de 150 milhões de visualizações no YouTube e mais 60 milhões no Spotify, é a faixa de mais destaque do álbum "Minha Oração".
O single "Jeová Jireh" foi certificado com Disco de Ouro pela Pró-Musica Brasil, em 2023.
Em 2024, o single "Jeová Jireh" recebeu Disco de Diamante pela Pro-Musica Brasil.

### Certificações
| Ano  | Obra        | Certificação |
| ---- | ----------- | ------------ |
| 2023 | Jeová Jireh | Ouro         |
| 2024 | Jeová Jireh | Diamante     |
| 2025 | Jeová Jireh | 2× Diamante  |

### Tabelas semanais
| Tabela musical (2021) | Melhor posição |
| --------------------- | -------------- |
| Super Gospel (Top 20) | 1              |

| Tabela musical (2023) | Melhor posição |
| --------------------- | -------------- |
| Brasil (YouTube)      | 37             |
| Brasil (Apple Music)  | 4              |

## Curta-metragem
No dia 28 de maio de 2022, Aline disponibiliza no seu canal do YouTube um curta-metragem da canção, esse curta é o segundo episódio da série de curtas do álbum Minha Oração.

## Videoclipe
"Imensurável" recebeu um clipe ao vivo no dia 3 de dezembro de 2021, o clipe já conta com mais de 150 milhões visualizações no YouTube.

## Lista de faixas
| Streaming e download digital |                                  |                |         |  |
| N.º                          | Título                           | Compositor(es) | Duração |  |
| 1.                           | "Jeová Jireh"                    | Samuel Messias | 6:29    |  |
| 2.                           | "Jeová Jireh - Versão Estendida" | Samuel Messias | 8:43    |  |
| 3.                           | "Jeová Jireh (Playback)"         | Samuel Messias | 6:29    |  |

## Prêmios e indicações

### Troféu Gerando Salvação
| Ano  | Categoria  | Indicação   | Resultado |
| ---- | ---------- | ----------- | --------- |
| 2022 | Videoclipe | Jeová Jireh | Indicada  |

## Versão em Espanhol
Após 2 anos do lançamento da canção, a Aline em pareceria com a Integrity Media lança a versão em espanhol do single.

## Créditos
Direção Executiva: Paulo Alberto
Produção Musical: Johnny Essi
Direção: Lucas Carvalho (SigFilms)
Direção de Fotografia: Vinni Gennaro
Diretora de Arte: Amanda Hagemann
Diretora de Produção: Debiane Miyaoka